# Дабани, Алао
Алао Годвин Дабани (англ. Alao Godwin Dabani; род. 14 апреля 2004, Кадуна, Нигерия) — нигерийский футболист, нападающий клуба «Бюлис».

## Карьера
Выступал в молодёжных командах клубов «Карамон» и «АБС» (Илорин).

### «Квара Юнайтед»
В июле 2019 года стал игроком «Квара Юнайтед». Дебютировал в чемпионате Нигерии 29 декабря 2019 года в матче с «Уорри Вулвз», отличившись забитым мячом.